# Saint-Bauld
Saint-Bauld is een plaats en voormalige gemeente in het Franse departement Indre-et-Loire (regio Centre-Val de Loire) en telt 167 inwoners (1999). De plaats maakt deel uit van het arrondissement Loches.

## Geschiedenis
Saint-Bauld is op 1 januari 2018 gefuseerd met de gemeente Tauxigny tot de gemeente Tauxigny-Saint-Bauld. 

## Geografie
De oppervlakte van Saint-Bauld bedraagt 4,1 km², de bevolkingsdichtheid is 40,7 inwoners per km².
De onderstaande kaart toont de ligging van Saint-Bauld met de belangrijkste infrastructuur en aangrenzende gemeenten.

## Demografie
Onderstaande figuur toont het verloop van het inwonertal (bron: INSEE-tellingen).